# Liste der Monuments historiques in Flavigny-sur-Moselle
Die Liste der Monuments historiques in Flavigny-sur-Moselle führt die Monuments historiques in der französischen Gemeinde Flavigny-sur-Moselle auf.

## Liste der Immobilien
| Bezeichnung         | Beschreibung | Standort              | Kennzeichnung | Schutzstatus   | Datum     | Bild           |
| ------------------- | --- | --------------------- | ------------- | -------------- | --------- | -------------- |
| Benediktinerpriorat | Gebäudebestand ab dem Ende des 12. Jahrhunderts (Kirchturm), vor allem aber aus dem 18. Jahrhundert; heute Rehaklinik | Rue du Prieuré (Lage) | PA00106030    | Inscrit Classé | 1986 1990 | weitere Bilder |

## Liste der Objekte
| Bezeichnung                | Beschreibung                         | Standort                                   | Kennzeichnung | Schutzstatus | Datum | Bild |
| -------------------------- | ------------------------------------ | ------------------------------------------ | ------------- | ------------ | ----- | ---- |
| Orgel                      | Haupteintrag für PM54000230          | in der Kirche Sts-Hilaire-et-Firmin (Lage) | PM54001302    | Classé       | 1980  |      |
| Instrumentalteil der Orgel | 1843 von Nicolas Antoine Lété gebaut | in der Kirche Sts-Hilaire-et-Firmin (Lage) | PM54000230    | Classé       | 1980  |      |